# Martti Vainaa & Sallitut aineet
Martti Vainaa & Sallitut aineet je finské hudební popové uskupení založené roku 2001. 

V roce 2003 složili píseň „Pelimies“, jenž se ve Finsku stala hitem léta roku 2005.

## Diskografie
- Pelimies / Toyotan takana, vyšlo 6. srpna 2005
- Playboy-Hanna, vyšlo 19. října 2005
- Onnellinen nyt (Šťastný teď), vyšlo 2. listopadu 2005

## Složení
- Max Poster (zpěv/kytara)
- Dan Suker (kytara/sbory)
- Wolf Gustav (bassa/sbory)
- Dick Burner
- Lazy Diamond (bicí/sbory)